# Arabesque (ballet)

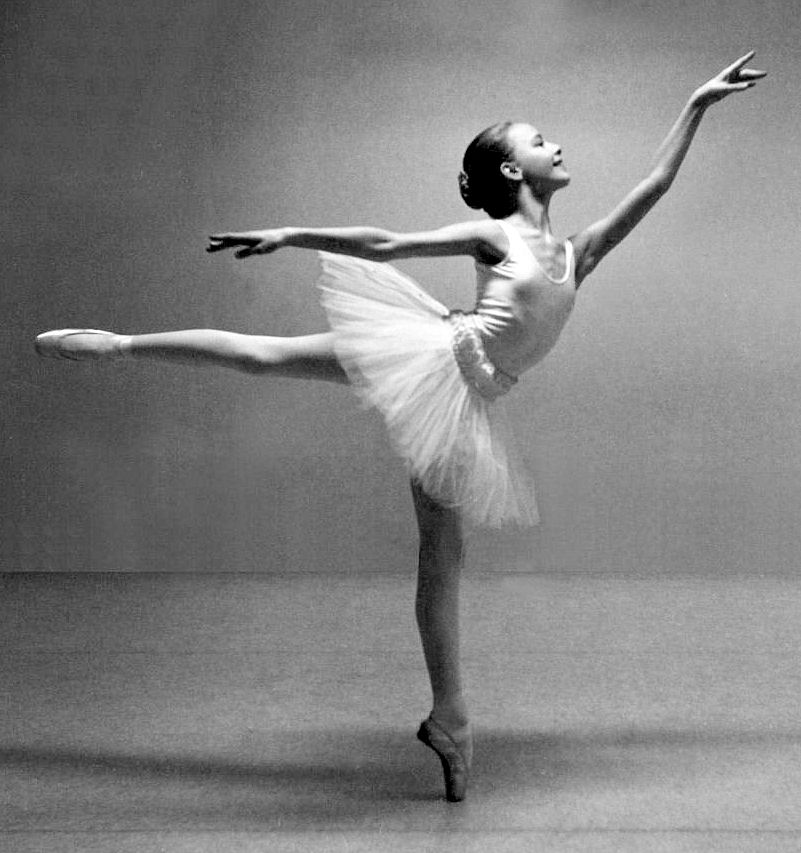
Een ballerina in eerste arabesque, met haar steunende been en pointe en haar werkende been à la hauteur.

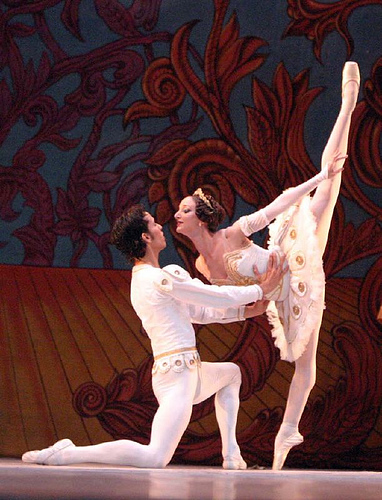
Ballerina in een arabesque penché.

Een arabesque (Frans: "op zijn Arabisch") is een positie van het lichaam uit het ballet. De danser staat op één been (het steunende been). Het andere been (het werkende been) is naar buiten gedraaid en uitgestrekt achter het lichaam. Beide benen zijn volledig gestrekt. Afhankelijk van de school zijn er drie tot vier types.
In klassiek ballet kan de danser met het steunende been en pointe, demi pointe of met de voet plat staan. Het werkende been is doorgaans opgeheven in een hoek van 45° (à demi hauteur) of 90° (à la hauteur). Indien het werkende been in een hoek van meer dan 90° is opgeheven, leunt de danser met het lichaam voorwaarts om balans te vinden. We spreken dan van een arabesque penché. In een arabesque par terre is het werkende been niet opgeheven, maar raakt het de vloer.

## Genummerde varianten

### Cecchetti-methode
In de methode van Italiaans balletmeester Enrico Cecchetti worden drie arabesques onderscheiden. Het voorste (naar het publiek gerichte) been is steeds naar achteren gestrekt. Bij de eerste arabesque bevindt de achterste arm zich uitgestrekt (allongé) voor het lichaam. De voorste arm wordt naar de andere arm in positie gericht of wordt meer open naar achteren gehouden. Bij de tweede arabesque is het de voorste arm die zich voor het lichaam bevindt. Bij de derde arabesque zijn beide armen voor het lichaam gestrekt. De achterste arm zit wel hoger dan de voorste arm.

### Vaganova-methode
Het scholingssysteem van de Russische ballerina Agrippina Vaganova telt vier arabesques. De eerste en tweede arabesque zijn gelijk aan die van de Cecchetti-methode. In de derde en vierde arabesque van de Russische school wordt het achterste (van het publiek weg gerichte) been naar achteren gestrekt. Bij de derde arabesque bevindt de achterste arm zich uitgestrekt voor het lichaam. In de vierde arabesque is dit de voorste arm. De andere arm zit telkens open naar achteren.
Tijdens het oefenen bevinden de armen zich op schouderhoogte (arabesque de classe). Tijdens voorstellingen wordt de naar voren gestrekte arm boven de schouder getild (arabesque de scene).